# Agraylea cognatella
Agraylea cognatella är en nattsländeart som beskrevs av Mclachlan 1880. Agraylea cognatella ingår i släktet Agraylea och familjen smånattsländor. Arten är reproducerande i Sverige. Inga underarter finns listade i Catalogue of Life.